# دن استرلینگ
دن استرلینگ (انگلیسی: Dan Sterling) فیلم‌نامه‌نویس و تهیه‌کننده تلویزیونی آمریکایی است که در مجموعه‌های تلویزیونی بسیاری از جمله پادشاه تپه، نمایش روزانه، ساوت پارک و اداره کار کرده است.